# Emil Schneider (Schriftsteller)
Heinrich Emil Schneider, Pseudonyme E. Sartorius, Sartorius Episcopus und E. S. von Mühlberg (* 29. Januar 1839 in Mühlberg; † 28. April 1928 in Hasbrouck Heights) war ein deutschamerikanischer Buchhändler, Pfarrer, Missionar und Schriftsteller.

## Leben
Emil Schneider wurde 1839 in Mühlberg/Elbe geboren. Von 1862 bis 1864 diente er als Soldat. Danach wurde er Buchhändler in Torgau. Im Jahre 1874 wanderte er nach Amerika aus, studierte in Bloomfield Theologie und wurde Pfarrer. Er lebte fortan abwechselnd in Amerika und Deutschland. Schon 1878 kehrte Schneider nach Deutschland zurück und nahm hier in Leipzig ein weiteres Studium auf. Nachdem er im Jahre 1880 wieder als Pfarrer in Amerika tätig wurde, wurde er 1886 in Berlin Redakteur der Zeitung „Deutscher Morgenstern“. In der Folgezeit unternahm er Missionsreisen in die Südsee und siedelte schließlich erneut nach Amerika über. Hier lebte er seit 1893 in Hoboken.
Außerdem unternahm Schneider große Geschäftsreisen unter anderem nach Russland, Frankreich und England. Im Laufe seines Lebens machte er sich als Erzähler, Übersetzer, Dramatiker, Reiseschriftsteller und Lyriker einen Namen. Dabei schrieb er unter anderem auch unter den Pseudonymen E. Sartorius, Sartorius Episcopus und E. S. von Mühlberg. Des Weiteren betätigte er sich als Herausgeber zahlreicher Zeitschriften. So gab er unter anderem seit 1893 das „Belletristische Journal“, von 1892 bis 1907 die „Neue Preußische Zeitung“ und von 1893 bis 1907 die „Nachrichten aus Deutschland und Amerika“ heraus.

## Werke (Auswahl)
- Aus dem Tornister eines preußischen Freiwilligen, 1864;
- Das Gespenst des Czaren, oder: Die Schlittenfahrt von Moskau nach Warschau. Erträumtes und Erlebtes aus der Mappe eines literarischen Handwerksburschen, 1869;
- Das Wort der Wahrheit. Heilsgeschichte alten und neuen Bundes im Gewande der Dichtung. Eine Poetenbibel als Begleiterin auf der Wanderung durch das Leben, 1879;
- Isabella auf dem Nürnberger Reichstag (von 1524), 1880;
- Ulfila, 1882;
- Ernstes und Heiteres in Prosa und Versen, 1882;
- Aus den Jugenderinnerungen eines alten Holzpantoffels. Eine vernagelte Geschichte, nach eigenen und fremden Mitteilungen berichtigt und ergänzt, 1882;
- Atlantis germanica. Beiträge zur Geschichte der Deutschen in Amerika von ihrer frühesten Einwanderung bis zu ihrer gegenwärtigen Ausbreitung, 1883;
- Neue deutsche Heldenbücher (1740–1880), 1883;
- Waldpoet von Bassenheim. Epische Dichtung, 1884;
- Flickschneidereien. Ernstes und Heiteres in Prosa und Versen, 1885;
- Von St. Louis nach Bremen. Poetische Reise-Tagebuchblätter, 1885;
- Das Lied vom Prinzen Friedrich Karl, 1885;
- Reisetagebuch, 1885;
- Gedichte, 1886;
- Memoiren eines Kosmopoliten. Denkwürdigkeiten eines heimwehbangen Weltwanderers, 1887;
- Gedichte, 1896;
- Deutsche Taten. Ein Fest-Spiel zum deutschen Tage, Hoboken 1905;
- Vereinigung Alter Deutscher Studenten in Amerika. Lipsia. Germania 1409, 1909;
- Columbia. Der guetigen Mutter zur fünfhundertsten Jahreswende dargebracht von ihren Söhnen im Lande der unbegrenzten Möglichkeiten, 1909;
- Amerika, 1909;
- Gesammelte Werke, 1924.